# New Zealand National Party
De New Zealand National Party is een Nieuw-Zeelandse politieke partij. De partij is in 1936 opgericht en is daarmee de op een na oudste partij van Nieuw-Zeeland, na haar rivaal de New Zealand Labour Party. De New Zealand National Party heeft van alle partijen de meeste premiers geleverd.